# Петледжанка
Петледжанка (рум. Pătlăgeanca) — село у повіті Тулча в Румунії. Входить до складу комуни Чаталкіой.
Село розташоване на відстані 226 км на північний схід від Бухареста, 7 км на північний захід від Тулчі, 117 км на північ від Констанци, 60 км на схід від Галаца.

## Населення
За даними перепису населення 2002 року у селі проживали 204 особи. Усі жителі села рідною мовою назвали румунську.
Національний склад населення села:
| Національність   | Кількість осіб | Відсоток |
| ---------------- | -------------- | -------- |
| румуни           | 184            | 90,2%    |
| росіяни-липовани | 20             | 9,8%     |